# Liotryphon gracilis
Liotryphon gracilis là một loài tò vò trong họ Ichneumonidae.